# Dvorana Krešimira Ćosića
La Dvorana Krešimira Ćosića è una arena polivalente situata nella città di Zara.
Completata nel maggio 2008, il 3 ottobre dello stesso anno venne intitolata al campione Krešimir Ćosić, che con la maglia dello Zara aveva conquistato cinque campionati jugoslavi.